# グランドグローリー
グランドグローリー（欧字名:Grand Glory、2016年4月19日 - ）は、イギリス産、フランス調教の競走馬。主な勝ち鞍に2021年のジャンロマネ賞。
主にフランスで活躍し、ジャンロマネ賞（G1）を含む重賞4勝を挙げた。重賞で2着3回、3着4回の堅実な活躍を見せ、ジャパンカップにも遠征した。5歳時のジャパンカップ出走後には引退を表明したが、繁殖セールへの上場後引退を撤回し、6歳シーズンも現役を続けた。6歳時のジャパンカップ6着をラストランに引退した後は、権利を購入した日本の社台ファームで繁殖入りした。

## 来歴
2018年12月16日、ドーヴィル競馬場の未勝利戦（オールウェザートラック1900m）でデビューし、10番人気の低評価を覆して1着。その後は芝に転向し、3歳シーズン（2019年）はサンクルー競馬場のローズドゥメ賞（OP）から始動し2着、続いて同条件の条件戦を勝った。その後はディアヌ賞に出走し、12番人気の低評価の中3着に入着した。
その後は約11か月の休養を挟み、4歳シーズン（2020年）の初戦となったザルカヴァ賞（OP）で1着となると、コリーダ賞（G2）で2着、ポモーヌ賞（G2）で3着と続いて好走した。ヴェルメイユ賞、オペラ賞のG1競走に挑戦し敗れた後、フロール賞（G3）で初めての重賞勝利を収めた。イタリアに遠征したリディアテシオ賞（G2）で6着に敗れて4歳シーズンを終えた。
5歳シーズン（2021年）では、3回G3競走に出走後、クリスチャン・デムーロ鞍上でヴィシー大賞（G3）に出走し1着、2回目となる重賞勝利を挙げると、次走でジャンロマネ賞（G1）を制し、連勝でのG1制覇を飾った。その後はオペラ賞で2着となった後、日本に遠征しジャパンカップ（GI）に出走、中団から追い上げてコントレイルの5着に入着し、3頭の外国馬の中では最先着となった（競走の詳細は第41回ジャパンカップを出走）。競走前から引退が報道されており、帰国後にアルカナ社の繁殖セールに上場、同セール史上最高額となる250万ユーロ（当時のレートで約3億1900万円）で落札されたが、落札したウス牧場によって現役続行が決定された。
6歳シーズン（2022年）でも決定通り現役を続行し、復帰初戦となったザルカヴァ賞を勝つと、アレフランス賞（G3）を連勝し重賞4勝目を挙げた。その後はプリンスオブウェールズステークス（G1）に出走し、日本から遠征したシャフリヤールをアタマ差抑えて3着となった。秋はヴェルメイユ賞で7着に敗れ、タイトルホルダーはじめ日本馬4頭が遠征した凱旋門賞（G1）では5着となった。その後は前年と引き続きジャパンカップへの出走を表明、11月23日には日本の社台ファームが権利を購入し、同牧場で繁殖入りすることが発表された。11月27日、ラストランとしてジャパンカップに出走、4頭の外国馬の中で再び最先着となる6着となり、引退した。通算成績は24戦8勝。

## 競走成績
| 出走日     | 競馬場       | 競走名                  | 格 | 頭数 | オッズ（人気）  | 着順 | 騎手           | 斤量  | 距離（馬場） | タイム  | 着差           | 1着（2着）馬        |
| ---------- | ------------ | ----------------------- | -- | ---- | --------------- | ---- | -------------- | ----- | ------------ | ------- | -------------- | ------------------- |
| 2018.12.18 | ドーヴィル   | 未勝利戦                |    | 15頭 | 26.00倍（10人） | 1着  | S.パスキエ     | 128lb | AW10.5f      | 1:58.23 | （3/4 馬身）   | (Lady Hippolyta)    |
| 2019.03.19 | サンクルー   | ローズドゥメ賞          | L  | 09頭 | 07.00倍0（3人） | 2着  | S.パスキエ     | 125lb | 芝10f        | 2:15.20 | -1 1/2 馬身    | Phoceene            |
| 2019.04.18 | サンクルー   | 条件戦                  |    | 09頭 | 03.50倍0（2人） | 1着  | S.パスキエ     | 129lb | 芝10f        | 2:11.65 | （1 1/4 馬身） | （Tilda）           |
| 2019.06.16 | シャンティイ | ディアヌ賞              | G1 | 16頭 | 29.00倍（12人） | 3着  | G.モッセ       | 126lb | 芝10.5f      | 2:08.80 | -3/4 馬身      | Channel             |
| 2020.05.14 | ロンシャン   | ザルカヴァ賞            | OP | 09頭 | 04.30倍0（2人） | 1着  | P.ブドー       | 123lb | 芝10.5f      | 2:11.17 | （1 3/4 馬身） | （Romanciere）      |
| 2020.06.06 | リヨン       | コリーダ賞              | G2 | 05頭 | 01.70倍0（1人） | 2着  | P.ブドー       | 126lb | 芝11f        | 2:26.70 | クビ           | Ambition            |
| 2020.08.23 | ドーヴィル   | ポモーヌ賞              | G2 | 08頭 | 02.90倍0（1人） | 3着  | R.デットーリ   | 130lb | 芝12.5f      | 2:51.52 | 1 3/4馬身      | Ebaiyra             |
| 2020.09.13 | ロンシャン   | ヴェルメイユ賞          | G1 | 10頭 | 14.00倍0（5人） | 9着  | S.パスキエ     | 131lb | 芝12f        | 2:27.99 | 10 1/2馬身     | Tarnawa             |
| 2020.10.04 | ロンシャン   | オペラ賞                | G1 | 12頭 | 28.00倍0（7人） | 7着  | L.デットーリ   | 128lb | 芝10f        | 2:13.89 | 6 1/4馬身      | Tarnawa             |
| 2020.10.24 | サンクルー   | フロール賞              | G3 | 07頭 | 06.00倍0（4人） | 1着  | P.ブドー       | 126lb | 芝10.5f      | 2:24.92 | （クビ）       | （Solsticia）       |
| 2020.11.08 | カパネッレ   | リディアテシオ賞        | G2 | 08頭 | 03.05倍0（2人） | 6着  | C.フィオッキ   | 127lb | 芝10f        | 2:03.70 | 2 3/4馬身      | Angel Power         |
| 2021.03.21 | サンクルー   | エクスビュリ賞          | G3 | 08頭 | 11.00倍0（5人） | 2着  | G,モッセ       | 125lb | 芝10f        | 2:11.70 | 3 1/2馬身      | Skaletti            |
| 2021.05.02 | ロンシャン   | アレフランス賞          | G3 | 06頭 | 5.40倍0（3人）  | 6着  | P.ブドー       | 126lb | 芝10f        | 2:11.40 | 6馬身          | Ebaiyra             |
| 2021.06.13 | ロンシャン   | ラクープ賞              | G3 | 07頭 | 20.00倍0（6人） | 3着  | T.バシュロ     | 126lb | 芝10f        | 2:06.39 | 1馬身          | Iresine             |
| 2021.07.21 | ヴィシー     | ヴィシー大賞            | G3 | 06頭 | 09.50倍0（3人） | 1着  | C.デムーロ     | 127lb | 芝10f        | 2:07.02 | （2馬身）      | （Diamond Vendome） |
| 2021.08.22 | ドーヴィル   | ジャンロマネ賞          | G1 | 08頭 | 24.20倍0（7人） | 1着  | C.デムーロ     | 126lb | 芝10f        | 2:06.99 | （短アタマ）   | （Audarya）         |
| 2021.10.03 | ロンシャン   | オペラ賞                | G1 | 14頭 | 07.20倍0（4人） | 2着  | L.デットーリ   | 128lb | 芝10f        | 2:11.16 | ハナ           | Rougir              |
| 2021.11.28 | 東京         | ジャパンC               | GI | 18頭 | 56.60倍0（8人） | 5着  | C.デムーロ     | 55kg  | 芝2400m      | 2:25.5  | 5馬身          | コントレイル        |
| 2022.04.10 | ロンシャン   | ザルカヴァ賞            | L  | 08頭 | 03.00倍0（2人） | 1着  | C.デムーロ     | 127lb | 芝10.5f      | 2:18.56 | （1 3/4馬身）  | （Burgarita）       |
| 2022.05.01 | ロンシャン   | アレフランス賞          | G3 | 07頭 | 01.50倍0（1人） | 1着  | C.デムーロ     | 127lb | 芝11f        | 2:03.51 | （3 1/2馬身）  | （Burgarita）       |
| 2022.06.15 | アスコット   | プリンスオブウェールズS | G1 | 05頭 | 17.00倍0（5人） | 3着  | M.バルザローナ | 125lb | 芝10f        | 2:08.30 | 3 1/4馬身      | State of Rest       |
| 2022.09.11 | ロンシャン   | ヴェルメイユ賞          | G1 | 11頭 | 05.10倍0（2人） | 7着  | C.デムーロ     | 130lb | 芝12f        | 2:36.10 | 4 1/4馬身      | Sweet Lady          |
| 2022.10.02 | ロンシャン   | 凱旋門賞                | G1 | 20頭 | 55.00倍（16人） | 5着  | M.ギュイヨン   | 128lb | 芝12f        | 2:36.50 | 4 1/4馬身      | Alpinista           |
| 2022.11.27 | 東京         | ジャパンC               | GI | 18頭 | 57.00倍（14人） | 6着  | M.ギュイヨン   | 55kg  | 芝2400m      | 2:24.3  | 4 1/4馬身      | ヴェラアズール      |

- 出典はレーシングポスト[3]およびnetkeiba.com[6]による。
- オッズについては、海外で行われた競走は（JRAの馬券発売の有無にかかわらず）現地のオッズで、日本で行われた競走はJRAのオッズで表記している。

## 繁殖成績
競走馬引退後は北海道千歳市の社台ファームで繁殖入りし、初年度となった2023年はブリックスアンドモルタルと交配された。
2024年2月13日に初仔となる牝馬を出産した。
|   | 誕生年 | 馬名 | 毛色 | 父                       | 性 | 厩舎 | 馬主 | 戦績 | 出典 |
| - | ------ | ---- | ---- | ------------------------ | -- | ---- | ---- | ---- | ---- |
| 1 | 2024年 |      |      | ブリックスアンドモルタル | 牝 |      |      |      |      |

## 血統表
| グランドグローリーの血統                | グランドグローリーの血統                                    | グランドグローリーの血統                                    | （血統表の出典）                                            | （血統表の出典） |
| 父系                                    | ダンジグ系                                                  | ダンジグ系                                                  | ダンジグ系                                                  |                  |
| 父 Olympic Glory 2010 鹿毛 アイルランド | 父の父Choisir 1999 栗毛 オーストラリア                      | Danehill Dancer                                             | Danehill                                                    | Danehill         |
| 父 Olympic Glory 2010 鹿毛 アイルランド | 父の父Choisir 1999 栗毛 オーストラリア                      | Danehill Dancer                                             | Mira Adonde                                                 |                  |
| 父 Olympic Glory 2010 鹿毛 アイルランド | 父の父Choisir 1999 栗毛 オーストラリア                      | Great Selection                                             | Lunchtime                                                   | Lunchtime        |
| 父 Olympic Glory 2010 鹿毛 アイルランド | 父の父Choisir 1999 栗毛 オーストラリア                      | Great Selection                                             | Pensive Mood                                                |                  |
| 父 Olympic Glory 2010 鹿毛 アイルランド | 父の母Acidanthera 1995 鹿毛 イギリス                        | Alzao                                                       | Lyphard                                                     | Lyphard          |
| 父 Olympic Glory 2010 鹿毛 アイルランド | 父の母Acidanthera 1995 鹿毛 イギリス                        | Alzao                                                       | Lady Rebecca                                                |                  |
| 父 Olympic Glory 2010 鹿毛 アイルランド | 父の母Acidanthera 1995 鹿毛 イギリス                        | Amaranthus                                                  | Sharley Heights                                             | Sharley Heights  |
| 父 Olympic Glory 2010 鹿毛 アイルランド | 父の母Acidanthera 1995 鹿毛 イギリス                        | Amaranthus                                                  | Amaranda                                                    |                  |
| 母 Madonna Lily 2005 芦毛 アイルランド  | 母の父Daylami 1994 芦毛 アイルランド                        | Doyoun                                                      | Mill Reef                                                   | Mill Reef        |
| 母 Madonna Lily 2005 芦毛 アイルランド  | 母の父Daylami 1994 芦毛 アイルランド                        | Doyoun                                                      | Dumka                                                       |                  |
| 母 Madonna Lily 2005 芦毛 アイルランド  | 母の父Daylami 1994 芦毛 アイルランド                        | Daltawa                                                     | Miswaki                                                     | Miswaki          |
| 母 Madonna Lily 2005 芦毛 アイルランド  | 母の父Daylami 1994 芦毛 アイルランド                        | Daltawa                                                     | Damana                                                      |                  |
| 母 Madonna Lily 2005 芦毛 アイルランド  | 母の母Maria de La Luz 1996 鹿毛 イギリス                    | Machiavellian                                               | Mr. Prospector                                              | Mr. Prospector   |
| 母 Madonna Lily 2005 芦毛 アイルランド  | 母の母Maria de La Luz 1996 鹿毛 イギリス                    | Machiavellian                                               | Coup de Folie                                               |                  |
| 母 Madonna Lily 2005 芦毛 アイルランド  | 母の母Maria de La Luz 1996 鹿毛 イギリス                    | Light of Hope                                               | Lyphard                                                     | Lyphard          |
| 母 Madonna Lily 2005 芦毛 アイルランド  | 母の母Maria de La Luz 1996 鹿毛 イギリス                    | Light of Hope                                               | Lady Rebecca                                                |                  |
| 母系(F-No.)                             | (FN:9-h)                                                    | (FN:9-h)                                                    | (FN:9-h)                                                    | [ § 2 ]          |
| 5代内の近親交配                         | Alzao・Light of Hope 3×3、Mr. Prospector 5×4、Mill Reef 5×4 | Alzao・Light of Hope 3×3、Mr. Prospector 5×4、Mill Reef 5×4 | Alzao・Light of Hope 3×3、Mr. Prospector 5×4、Mill Reef 5×4 | [ § 3 ]          |
| 出典                                    | 1. 2. 3.                                                    | 1. 2. 3.                                                    | 1. 2. 3.                                                    | 1. 2. 3.         |